# Camponotus simillimus
Camponotus simillimus é uma espécie de inseto do gênero Camponotus, pertencente à família Formicidae.